# Acaena echinata
Acaena echinata es una especie de planta del género Acaena, perteneciente a la familia Rosaceae.

## Taxonomía
Acaena echinata fue descrita por Nees en 1845.

## Distribución
Se encuentra en el territorio sudoeste y sudeste de Australia.